# Догиамас, Мартин
Мартин Догиамас (Martin Dougiamas) — профессор из австралийского города Перт, ведущий разработчик Moodle, родоначальник онлайн-образования.
Создал программу LMS Moodle, которую используют в тысячах образовательных учреждений по всему миру. Первая версия программы была выпущена в 2001 году. Мартин распространял программу под свободной лицензией, чтобы образование было доступно всем желающим.